# RA Čapljina
Rukometna akademija Čapljina je bosanskohercegovački rukometni klub iz Čapljine. Sezone 2016./17. natječe se u Prvoj ligi Rukometnog saveza Herceg Bosne,a 24.09.2017 kreće s natjecanjem u Prvoj Ligi Federacije Bosne i Hercegovine sezona 2017/2018. 
Rukometna akademija Čapljina je počela s radom 2015 godine. Trenutno okuplja ženski i muški kolektiv, koji se natječu u različitim ligama. Seniori nastupaju u prvoj ligi FBiH – jug, gdje drže korak za vodećima, dok juniori i kadeti igraju ligu Herceg Bosne. Okupljaju preko stotinjak polaznika, što u ženskom i muškom kolektivu. U rukometnoj akademiji Čapljina radi pet trenera koji su fakultetski obrazovani i bave se sportom oko 20 godina. Svi ljudi u Rukometnu akademiju Čapljina su dobrodošli.

## Vanjske poveznice
- RK Nova Bila